# Walter Riester
Walter Riester (ur. 27 września 1943 w Kaufbeuren) – niemiecki polityk i działacz związkowy, członek Socjaldemokratycznej Partii Niemiec (SPD), w latach 1998–2002 minister pracy i spraw społecznych w rządzie federalnym, deputowany do Bundestagu.

## Życiorys
Po ukończeniu szkoły podstawowej kształcił się w zawodzie glazurnika. Pracował następnie w wyuczonym zawodzie, w 1969 uzyskał dyplom mistrzowski. W latach 1969–1970 szkolił się w Akademie der Arbeit we Frankfurcie nad Menem. Od 1970 etatowy działacz związkowy w ramach Federacji Niemieckich Związków Zawodowych, a od 1976 w ramach związku zawodowego IG Metall, do którego wstąpił w 1957. W latach 1993–1998 pełnił funkcję wiceprezesa tej organizacji. Od 1976 do 1998 członek rad nadzorczych różnych niemieckich przedsiębiorstw m.in. z branży motoryzacyjnej.
W 1966 dołączył do Socjaldemokratycznej Partii Niemiec. Od 1989 wchodził w skład władz krajowych SPD w Badenii-Wirtembergii. Od 1988 do 2005 był członkiem zarządu federalnego socjaldemokratów.
Od października 1998 do października 2002 sprawował urząd ministra pracy i spraw społecznych w pierwszym rządzie kanclerza Gerharda Schrödera. W latach 2002–2009 przez dwie kadencje wykonywał mandat deputowanego do Bundestagu.